# ホワイトクリスマス

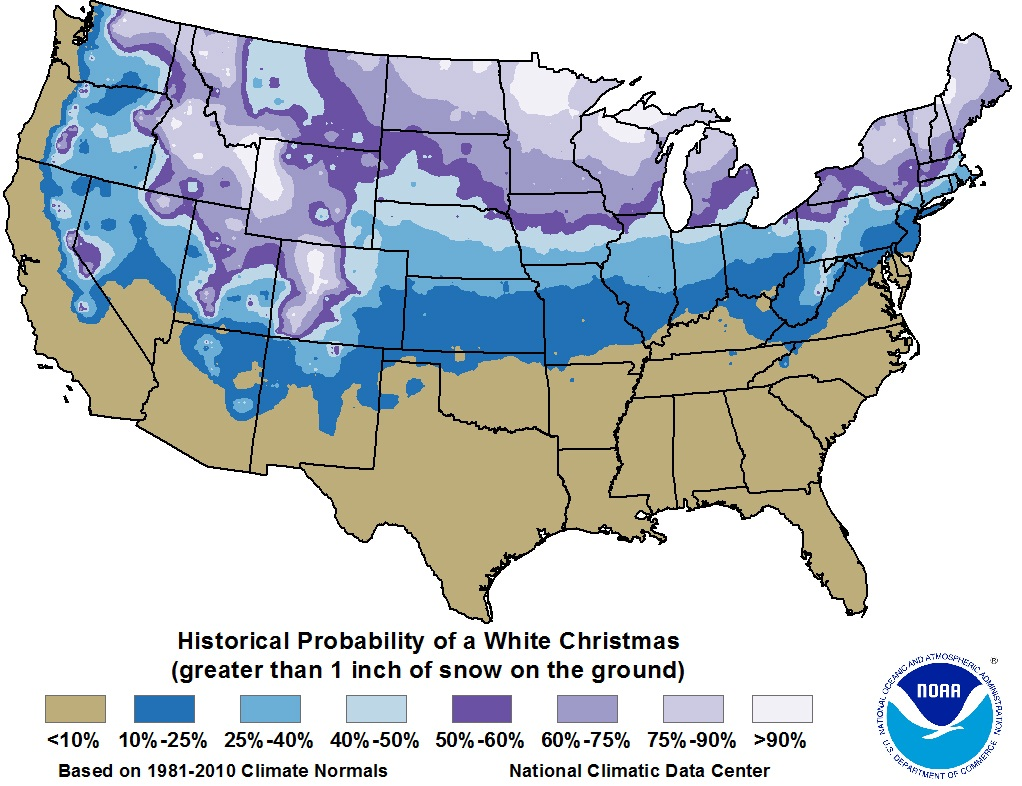
アメリカ合衆国の各地においてホワイトクリスマスとなる年の割合を示した地図。

ホワイトクリスマスまたは白いクリスマスとは、12月24日か12月25日、すなわちクリスマス・イヴまたはクリスマスに積雪があることを指す英語である。対義語はブラッククリスマスではなくグリーンクリスマス（緑のクリスマス）で、こちらは同日に積雪がないことを指す。なお降雪しているだけで積雪がない場合、ホワイトクリスマスとは言わない。ホワイトクリスマスがこんなにも愛されるようになったのは次のとおり。チャールズ・ディケンズの『クリスマス・キャロル』が例外的な雪のクリスマスを描き、加えてビング・クロスビー・フレッド・アステア主演の映画『スイング・ホテル』（1942年）とその主題歌「ホワイト・クリスマス」が戦時中にもかかわらず、その穏やかさに人々の心をつかんだ。さらに続編の『ホワイト・クリスマス』（1954年）が大ヒットして、人々が待ちこがれるようになった。

## 地域的な偏り
ホワイトクリスマスが見られる地域には偏りが存在し、地球全体で見られるわけではない。まず地球の自転軸の傾きと太陽暦の関係で、12月24日と12月25日が冬季に当たる北半球では、比較的多くの地域でホワイトクリスマスになる。しかし北半球であっても低緯度地域では基本的にホワイトクリスマスにならない。例外は高山地域である。また異常気象が起こった場合も例外である。そして同日が夏季に当たる南半球では、高緯度地域または高山地域以外では基本的にホワイトクリスマスにならない。
つまり、ホワイトクリスマスになりやすいのは、南北の寒帯に属する地域、冷帯でも冬季に比較的湿潤な地域、北半球の温帯の中でも比較的寒冷かつ冬季に湿潤な地域、南北の高山帯の中でも当該日に比較的湿潤な地域か万年雪のある地域である。なお高山帯の場合は同程度の緯度だと、当該日が冬季である北半球よりも当該日が夏季である南半球の方が、標高が高いことなど必要な条件は多くなる。
具体的な地域として、北半球ではユーラシア大陸北部、北アメリカ大陸北部、グリーンランドなどの北極海に面した島々、日本では北海道の日本海側で比較的ホワイトクリスマスになりやすい。南半球では南極大陸の内陸部、その他の地域の高山地域で比較的ホワイトクリスマスになりやすい。
ただし、上記の地域でもホワイトクリスマスにならないこともある。さらに地球温暖化の影響でホワイトクリスマスになる確率が下がったり、ホワイトクリスマスにならない地域が増えることが想定される。
クリスマスの時期に毎年当たり前のように雪が降る地域（日本では北海道など）に住む人にとっては「クリスマスの時期に雪が降るのは当たり前」という感覚でしかなく、特に珍しい光景ではないことから、狭義においてはこういった地域における12月24・25日の積雪をホワイトクリスマスに含まないこともある。